# 罗马骑士队
罗马骑士队（Rome Knights）是美国篮球协会扩展球队，球队从2007年开始在ABA联盟打球。球队取名是出于对中世纪的敬意，这一点在佐治亚州罗马地区非常受欢迎，同时也是球队的倡导者之一 。